# Непокалянув

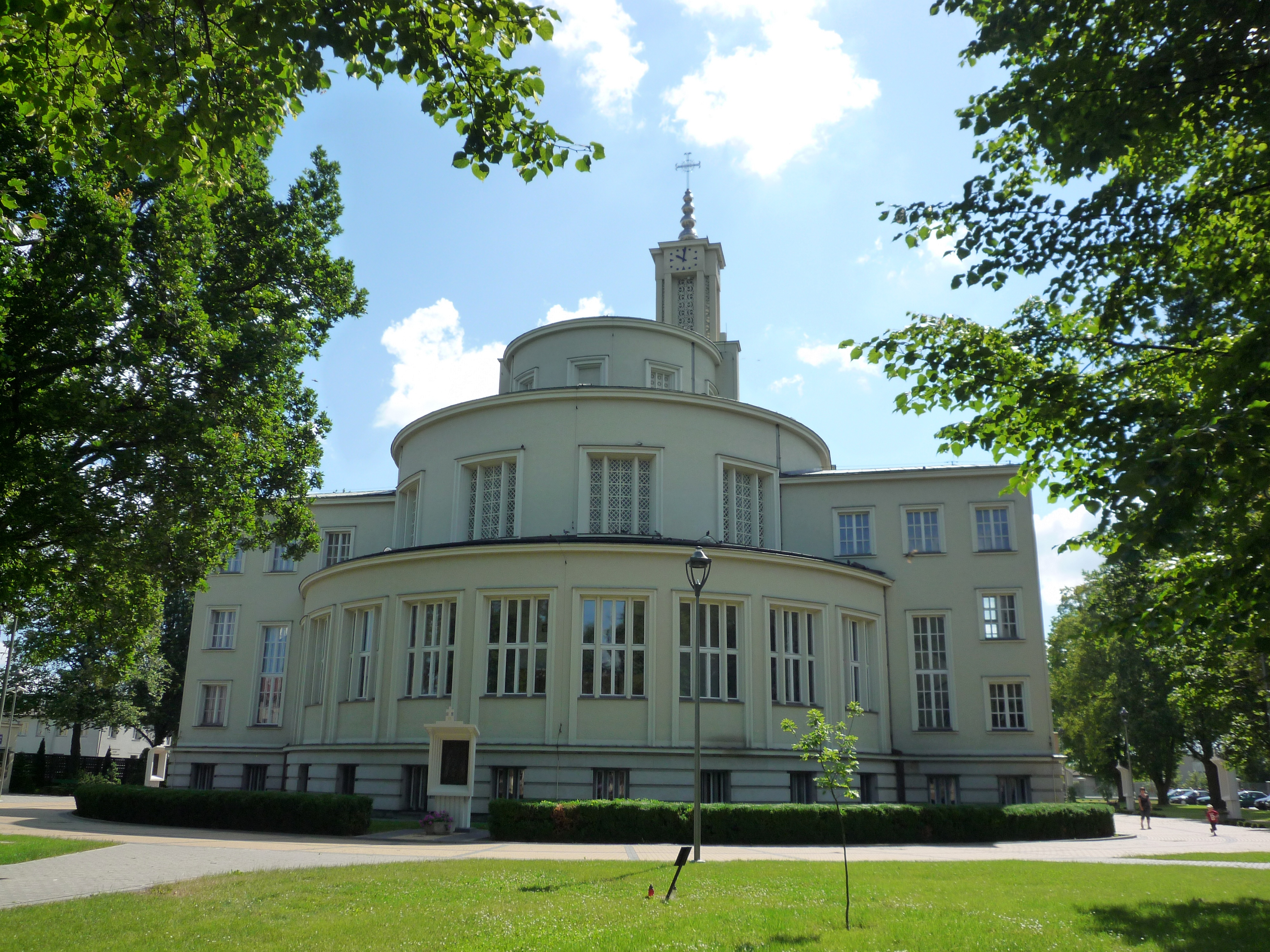
Базиліка Святої Марії Непорочної (Храм Св. Максиміліана Кольбе) в Непокалянуві

Непокаля́нув (пол. Niepokalanów, так зване Місто Непорочної Божої Матері від пол. niepokalany «непорочний») — польський монастир і римо-католицька релігійна громада в Тересіні (42 км на захід від Варшави), яку заснував у 1927 році чернець ордену конвентуальних францисканців Максиміліан Кольбе, пізніше канонізований як святий мученик католицької церкви.

## Початки монастиря

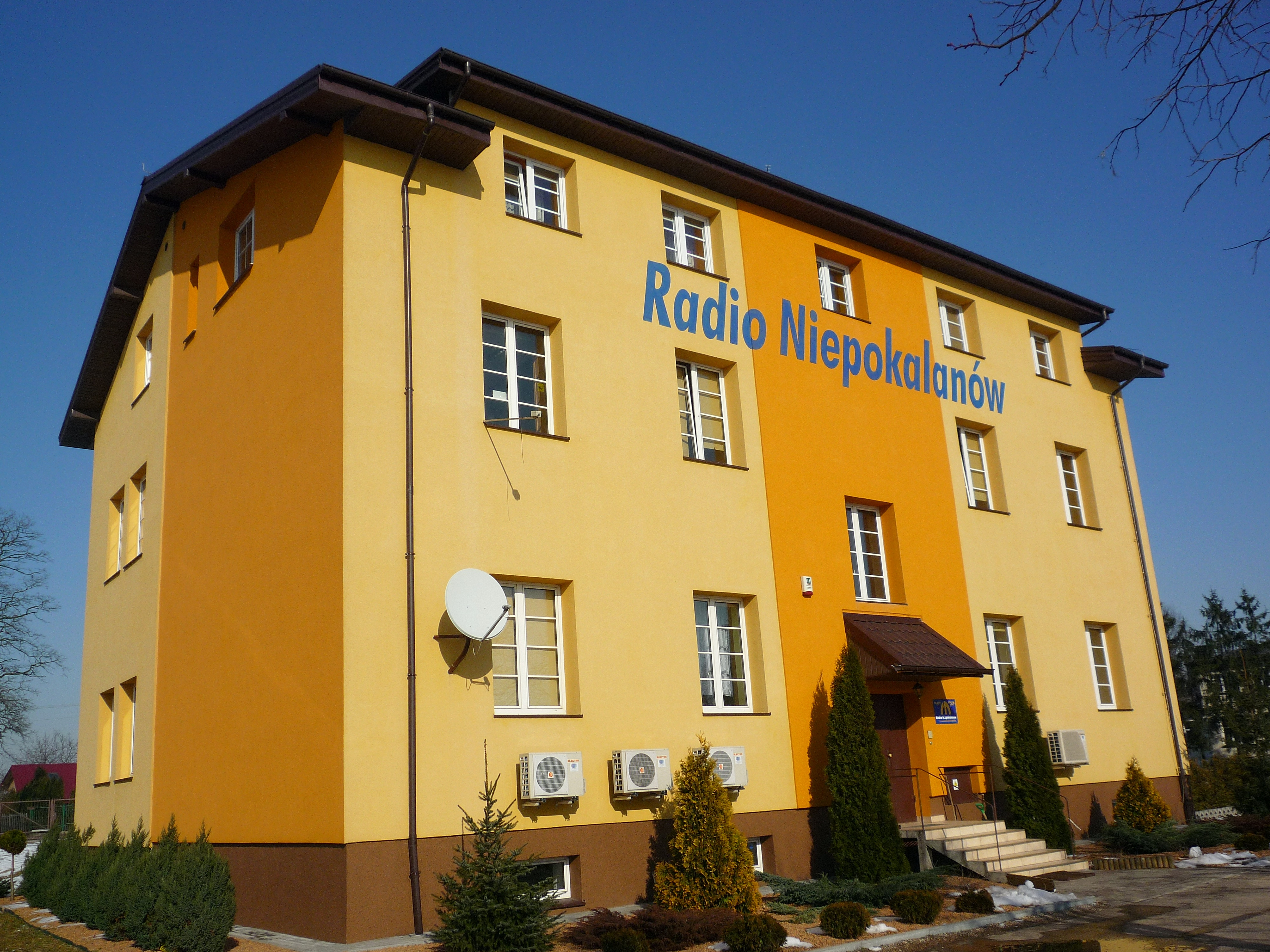
Будівля Радіо Непокалянув

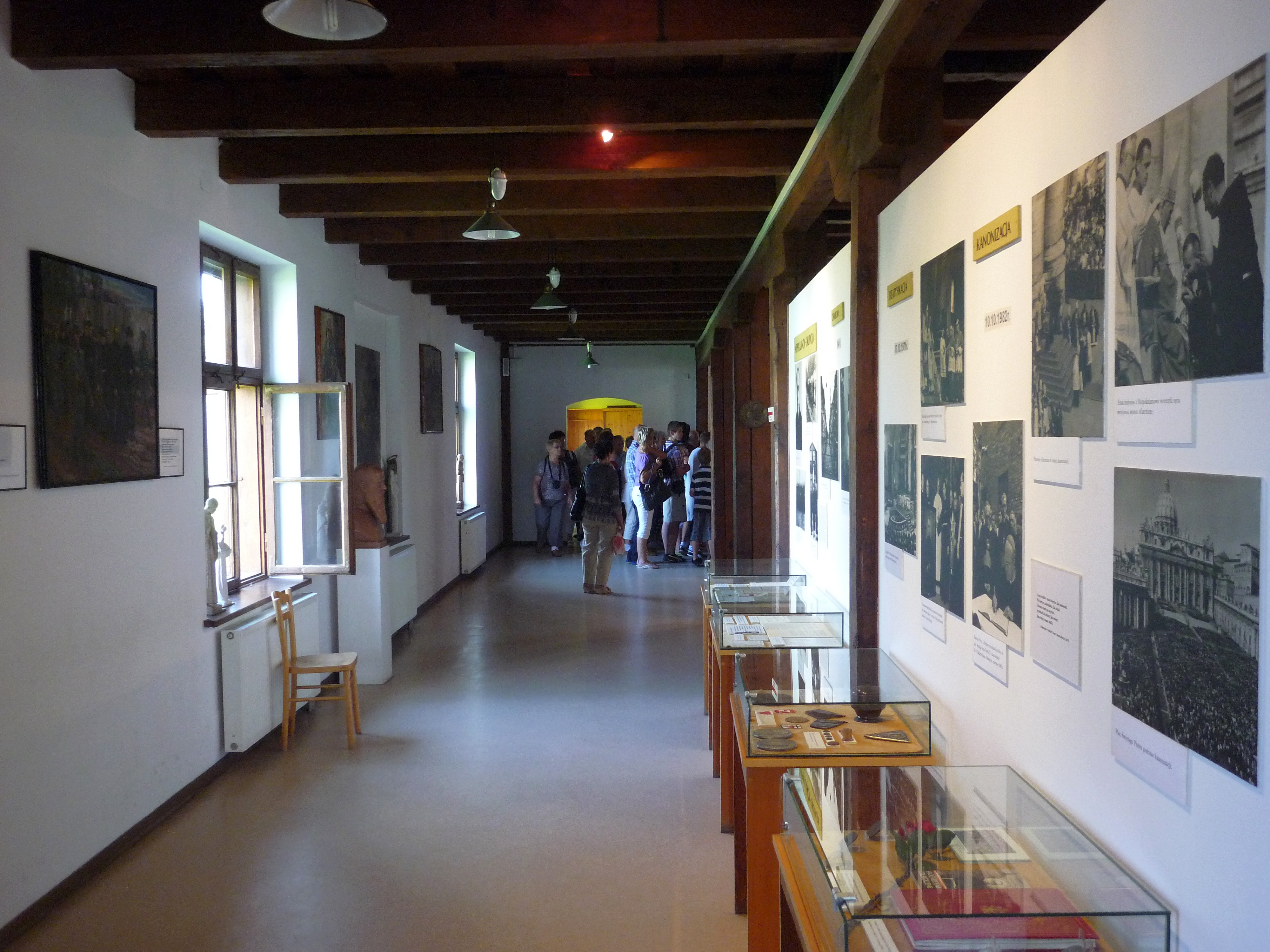
Інтер'єр Музею Св. Максиміліана

У 1927 році князь Ян Друцький-Любецький надав францисканцю Максиміліану Кольбе зручну ділянку землі під Варшавою для будівництва нового монастиря, пізніше названого Непокалянув‎. Восени того самого року було збудовано перші дерев'яні бараки, а 7 грудня 1927 відбулося освячення нового монастиря.
Споруда вміщала обитель монастирських братчиків, семінарію першого ступеня і добровільну пожежну дружину. Вона була також осереддям благодійного служіння і євангелізації через програми радіо та розповсюдження друкованих матеріалів. 1930 року батько Кольбе заснував подібну громаду в Нагасакі, що в Японії, під назвою Mugenzai no Sono (Сад Непорочної).
Швидкий ріст Непокалянува потребував все більше місця, так що площа монастиря досягла 28 га. Перед спалахом Другої світової війни монастир був найбільшим у світі, де проживали аж 760 чоловіків. Один із журналів, «Лицар Непорочної», протистояв релігійній апатії і виходив накладом 750 000 примірників на місяць. Все видавництво використовувало близько 1600 тонн паперу на рік для приблизно 60 млн примірників газет.

## Воєнний час
Протягом Другої світової війни монастир надав притулок багатьом воякам, пораненим у Вересневій кампанії, а також біженцям, незалежно від їхньої національності або релігії (наприклад, приблизно 1500 євреям-втікачам із західної Польщі). Отця Максиміліана Кольбе разом з чотирма іншими францисканцями заарештувало гестапо і він помер у концентраційному таборі Освенцим у 1941 році. Наприкінці війни (у січні 1945) під час потужного бомбардування Непокалянува шість ченців було вбито, деяких поранено, а багато будівель монастиря було зруйновано.

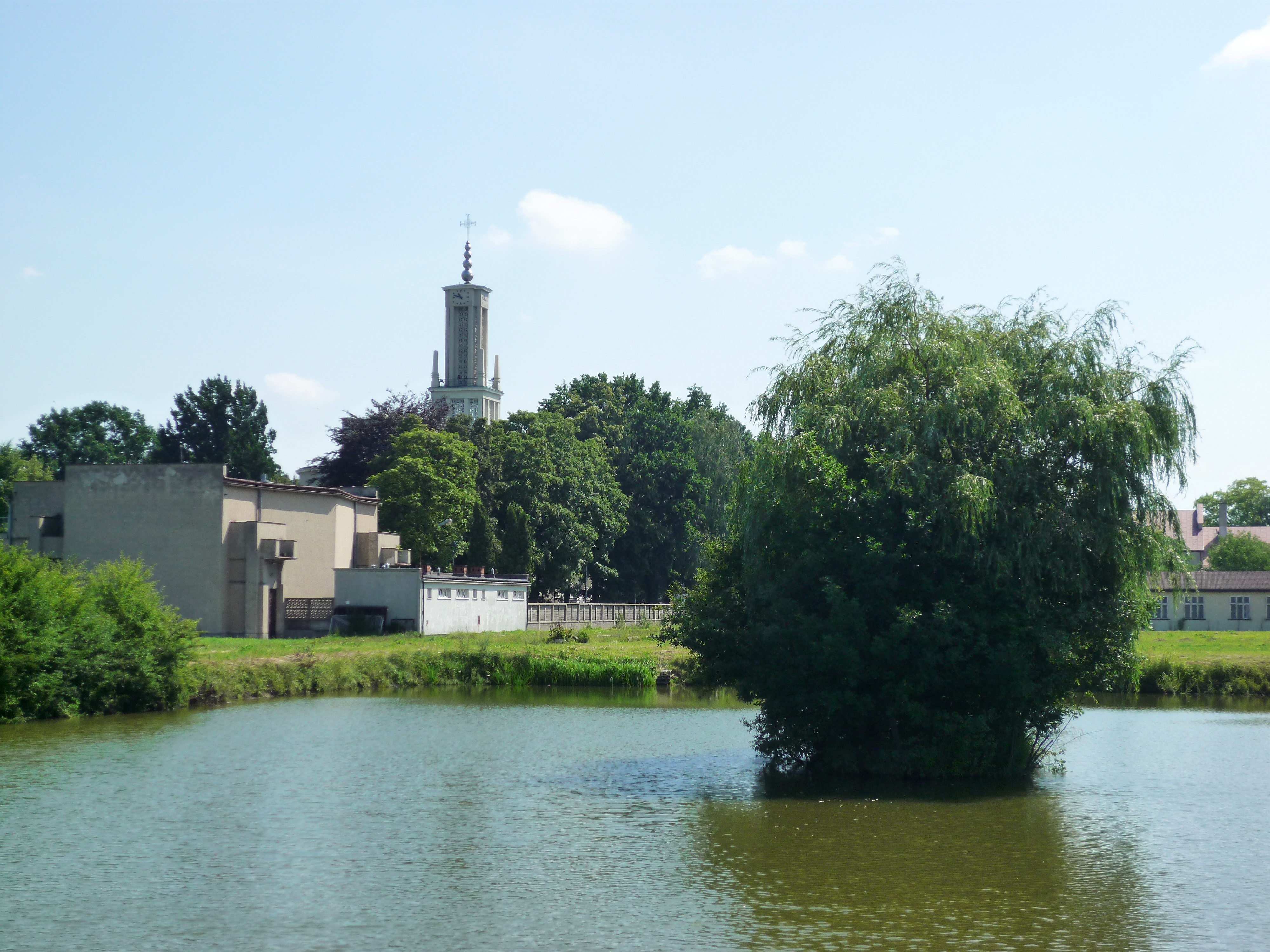
Монастирське озеро

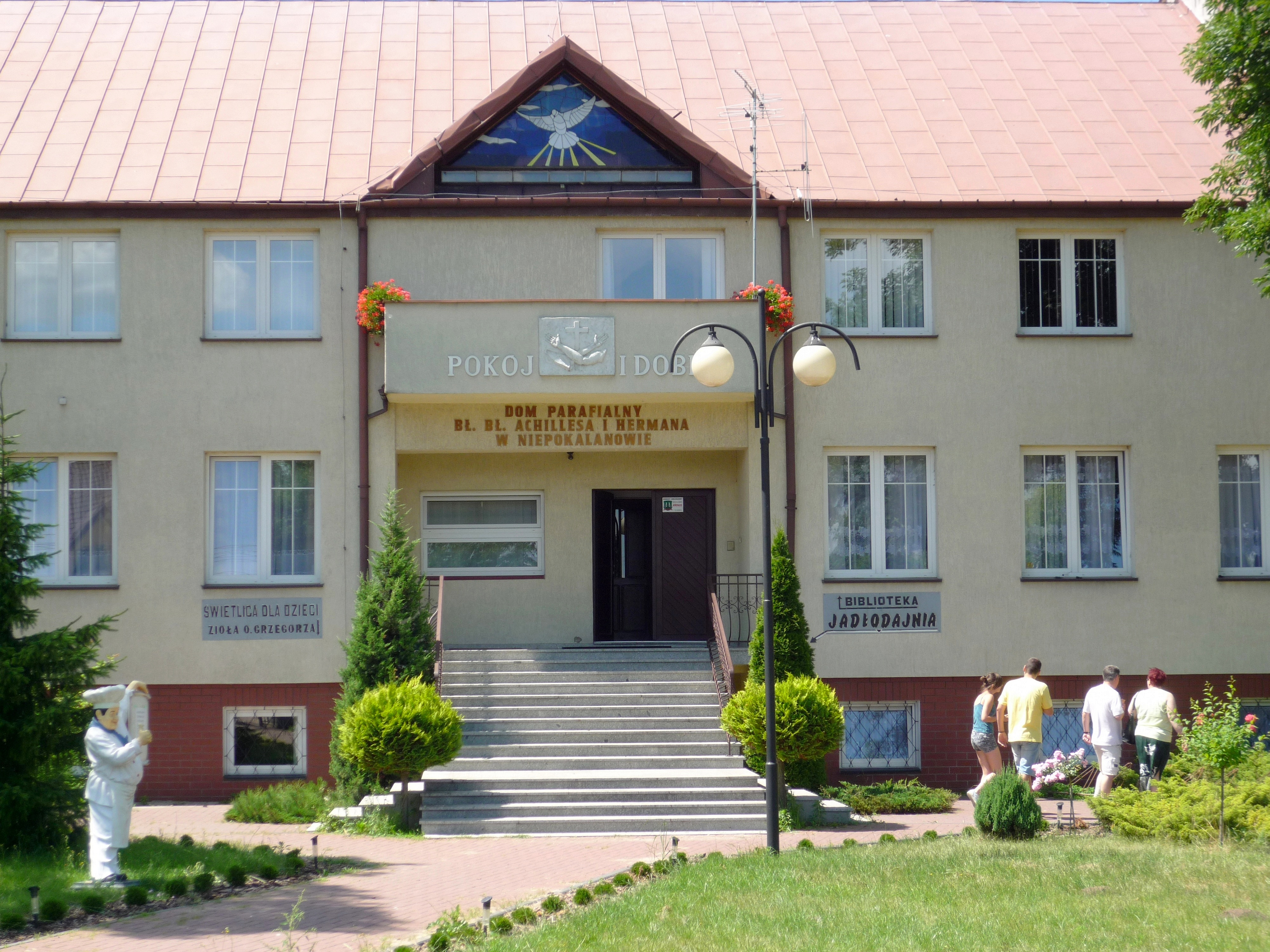
Парафіяльний будинок у Непокалянуві

Тут була лісопильня, столярня та молочарня, ремонтна майстерня для сільськогосподарської техніки, велосипедів, годинників і багатьох інших речей. Ченці вирощували свої власні продукти харчування, мали худобу, вулики і курей. Тут також діяв осередок Польського Червоного Хреста.

## Наш час
У наш час Непокалянув — один з паломницьких центрів Польщі, куди приїздять віруючі з різних країн, у тому числі організовуються поїздки з України.
1 вересня 2018 року у Непокалянові відкрито одну з дванадцятьох «Каплиць миру», або Каплицю вічної адорації Пресвятих Дарів, у якій триває безперервне молитовне споглядання Пресвятих Дарів у намірі миру. З каплиці відбувається постійна трансляція
Вівтар виготовили гданські митці Маріуш і Каміль Драпіковські  із золота, срібла і кришталю.Проект сучасної каплиці дивним чином збігся з баченням святого о. М.Кольбе, про що засвідчив знайдений у архівах лист.